# Ola Toivonen
Ola Toivonen (Degerfors, Suecia, 3 de julio de 1986) es un exfutbolista sueco que jugaba como delantero. Jugó 64 partidos con la selección sueca, en los cuales metió 14 goles.

## Carrera

### Inicios
Toivonen comenzó su carrera en el Degerfors IF, en la que se vio involucrado 2005 para evitar el descenso del equipo a la segunda división sueca Superettan.
Fue comprado por el Örgryte IS gracias al mánager del club Zoran Lukić. La primera y única temporada de Toivonen en Örgryte terminó siendo un fracaso. Lukic fue despedido y el Örgryte terminó en último lugar en la Allsvenskan, y así el club fue descendido a la Superettan. En noviembre de 2006, ganó el premio "Revelación del Año" en los premios  anuales de fútbol de Suecia.

### Malmö FF
En 2007, firmó un contrato por cuatro años con el Malmö FF, en una transferencia por valor de más de $1.1 millones de dólares. Se convirtió en el segundo jugador del Malmö más caro de todos los tiempos (sólo superado por el internacional brasileño Afonso Alves costando más dinero para el Malmö, cuando el club lo compró por aproximadamente $ 1,3 millones en 2004, también proveniente del Örgryte).

### PSV Eindhoven
En la temporada 2007, Toivonen por primera vez en Malmö, el club terminó noveno en la Allsvenskan y Toivonen marcó tres goles. La temporada 2008 fue un poco mejor para Malmö, terminando 6 º, y este fue el avance indiscutible para Toivonen. En 27 partidos, logró anotar 14 goles, así como siete asistencias. Esto llamó la atención de algunos Premier Liga y los clubes de la Eredivisie, especialmente West Ham United y PSV Eindhoven, quien firmó un contrato con principios de 2009. La tasa de transferencia era, según algunas fuentes, € 3,5 millones, y según otras fuentes € 4,5 millones. Él recibió una tarjeta roja en un partido de febrero de 2009 contra el FC Volendam, que lo dejó fuera por dos partidos. Su media temporada por primera vez en los Países Bajos, vi puntuación Toivonen 6 goles en 14 partidos con su nuevo club.
El 8 de noviembre de 2009, Toivonen marcó cuatro de los cinco goles contra el ADO Den Haag en la victoria por 5-1, anotando tres goles en los primeros 42 minutos del partido. Su primera temporada completa en la Eredivise fue un gran éxito, adaptándose rápidamente, anotando 13 goles.

#### Temporada 2010-11
El primer partido de la nueva temporada se inició el 7 de agosto de 2010 y vio la cabeza PSV Stadion al Abe Lenstra para enfrentar Herenveen, Toivonen marcó dos goles en el segundo, antes de que Orlando Engelaar añadido una tercera, ayudando a asegurar un cómodo 3. - una victoria. 14 de agosto de 2010 vio su red Toivonen segundo triplete con el PSV, anotando tres goles en la victoria por 6-0 sobre el De Graafschap. Él agregó el tercer gol en la victoria por 3-1 ante el NEC Nijmegen el 11 de septiembre, que ayudó a su ascenso a la primera parte de la clasificación Eredivisie. 24 de octubre tuvo su récord lado una memorable victoria por 10-0 sobre sus rivales Feyenoord en el Philips Stadion. Toivonen marcó el primero de seis goles en el segundo tiempo. El 4 de diciembre Toivonen agregó dos goles a su cuenta en la victoria por 5-2 sobre el Heracles Almelo.
En el segundo partido del PSV de nuevo después de las vacaciones de invierno, Toivonen marcó el gol del empate en la victoria por 2-1 ante el Willem II. Un mes más tarde, el 20 de febrero de 2011, Toivonen marcó el tercer gol, en la victoria por 4-1 ante el NAC Breda que vio PSV mover dos puntos de ventaja en la cima de la Eredivisie. Un juego crucial contra el SC Heerenveen, el 10 de abril se produjo Toivonen regreso al equipo. Empezó en el banquillo, viniendo desde el banquillo 77 minutos para Zakaria Labyad. Toivonen marcó el segundo gol del PSV, en el tiempo de descuento, asegurando un empate 2-2. El 24 de abril, el PSV viajó a Róterdam para Feyenoord jugar en el De Kuip. Después de perder vergonzosamente 10-0 en el primer encuentro de la temporada, el Feyenoord respondió ganando 3-1, Toivonen marcó el único gol para los Boerens, terminando las esperanzas del PSV título. La campaña 2010-11 vio Toivonen puntuación Eredivisie 15 goles y 3 goles en la Liga Europa con el PSV, convirtiéndose en el segundo goleador del club líder de la temporada detrás de Balázs Dzsudzsák.

#### Temporada 2011-12
Con Balázs Dzsudzsák compañero de ataque dejando PSV unirse Russian Premier League Anzhi Makhachkala lado, Toivonen tenía la obligación de cumplimentar y aportar más goles para la nueva temporada. Toivonen marcó su primer gol de la temporada en 3-0 PSV en la victoria sobre ADO Den Haag, el 21 de agosto. Siguió a este esfuerzo con un gol en el 5-0 paliza de su equipo de equipo de la Bundesliga de Austria SV Ried en la fase de clasificación de la Europa League. Toivonen PSV y continuaron su rica forma de gol, ya que golpeó Excelsior 6-1 el 28 de agosto con un aparato ortopédico Toivonen red.

### Stade Rennes
El 20 de enero de 2014, fue comprado por el Stade Rennes por una suma de €2.5 millones.

## Selección nacional
El 21 de agosto de 2007, marcó un hat trick (incluyendo dos penaltis) para Suecia sub-21 contra Gales en un amistoso derrota 4-3. Él era un miembro del equipo nacional sub-21 en el Campeonato Europeo de 2009 en Suecia y anotó tres veces en la competición contra Italia sub-21, Serbia sub-21, y un magnífico tiro libre contra Inglaterra sub-21 que contribuyó a una remontada de 3-0 en contra a 3-3 con Toivonen anotar el segundo gol.
Pleno debut internacional se produjo Toivonen el 14 de enero de 2007, cuando Suecia perdió por 2-0 a Venezuela. En los días previos a la Copa del Mundo en Sudáfrica, Suecia jugó Bosnia y Herzegovina en un amistoso el 29 de mayo. Toivonen fue incluido en el once inicial, ya que Suecia se quedaron sin el delantero Zlatan Ibrahimović. Toivonen marcó el primer gol en el minuto 44, dando a Suecia una ventaja en el medio tiempo. Esta meta fue Toivonen primero a nivel internacional. Blackburn Rovers defensor Martin Olsson marcó dos goles en la segunda mitad, lo que lleva a Suecia una victoria por 4-2. El 11 de agosto de 2010, Toivonen comenzó con la selección nacional en un amistoso contra Escocia en el Estadio Råsunda de Estocolmo. Toivonen agarró el tercer gol de Suecia en el minuto 55, su segundo gol como internacional, ayudando a sellar una victoria por 3-0 para el equipo local.

## Clubes
| Club                         | País         | Año       |
| ---------------------------- | ------------ | --------- |
| Degerfors IF                 | Suecia       | 2003-2005 |
| Örgryte IS                   | Suecia       | 2006      |
| Malmö FF                     | Suecia       | 2007-2008 |
| PSV Eindhoven                | Países Bajos | 2009-2014 |
| Stade Rennais F. C.          | Francia      | 2014-2016 |
| Sunderland A. F. C. (cedido) | Inglaterra   | 2015-2016 |
| Toulouse F. C.               | Francia      | 2016-2018 |
| Melbourne Victory F. C.      | Australia    | 2018-2020 |
| Malmö FF                     | Suecia       | 2020-2022 |

## Palmarés

### Campeonatos nacionales
| Título                        | Club          | País         | Año     |
| ----------------------------- | ------------- | ------------ | ------- |
| Copa de los Países Bajos      | PSV Eindhoven | Países Bajos | 2011-12 |
| Supercopa de los Países Bajos | PSV Eindhoven | Países Bajos | 2012    |
| Allsvenskan                   | Malmö FF      | Suecia       | 2020    |
| Allsvenskan                   | Malmö FF      | Suecia       | 2021    |
| Copa de Suecia                | Malmö FF      | Suecia       | 2021-22 |